# ويليام سبنسر
ويليام سبنسر (بالفرنسية: William Spencer)‏ (و. 1895 – 1963 م) هو راكب دراجة هوائية من كندا، والولايات المتحدة، ولد في مانشستر، توفي عن عمر يناهز 68 عاماً.

## سباقات أو مراحل فاز بها
| التاريخ | السباق | المركز |
| ------- | ------ | ------ |

## روابط خارجية
- ويليام سبنسر على موقع أرشيف الدراجات (الإنجليزية)